# Marvel Land
Pour les zones de loisirs thématisées Marvel des parcs Disney, Voir Avengers Campus
Marvel Land est un jeu vidéo de plates-formes sorti en 1989 sur la borne d'arcade System 2. Le jeu a été développé et édité par Namco. Il a été porté sur Mega Drive en 1991. Le portage européen prit le nom de Talmit's Adventure.

## Accueil
- Tilt : 17/20 (Mega Drive)[1]